# Питома міцність
Пито́ма мі́цність — відношення максимально допустимих механічних напружень, які матеріал здатен витримати без руйнування, до густини матеріалу. Показує, наскільки міцною буде конструкція при заданому обмеженні на масу.
Одиниця вимірювання питомої міцності: м²/с².

## Загальні поняття
Питома міцність характеризує вагову вигідність даного матеріалу у вигляді стрижня, що працює на розтяг-стиск, у порівнянні з іншими матеріалами при однаковій для усіх матеріалів міцності. При цьому вага стрижня буде обернено пропорційною до питомої міцності матеріалу.
Останнє положення без всяких застережень може застосовуватись до стрижнів, що працюють на розтяг, простий стиск та зсув. У випадках згину, кручення та поздовжнього згину формули питомої міцності базуються на додатковій умові геометричної подоби перерізів стрижнів з порівнюваних матеріалів.
Отже, при рівній міцності найлегшим за масою буде стрижень, матеріал якого має більшу питому міцність.
Питома міцність матеріалів особливо є важливою для авіабудування, ракетобудування, космічних апаратів. Тому, вона є найінформативнішою характеристикою при виборі матеріалу для конструктивних елементів літальних апаратів. Чим більшою є питома міцність матеріалу, тим меншу масу може мати елемент конструкції, що працює на розтяг або стискання. При виборі матеріалу для елемента із заздалегідь заданою формою (а іноді і певними розмірами) поперечного перерізу, що працює на згин, поздовжній згин або кручення, необхідно використовувати математичні вирази, що визначають питому міцність при цих видах навантажень
Якщо розділити питому міцність на прискорення вільного падіння, то отримаємо максимальну довжину нитки постійного перетину з даного матеріалу, яка може висіти вертикально вниз, без розривання під своєю власною вагою. Для сталей ця довжина становить величину до 25,9 км.

## Порівняння характеристик різних матеріалів
Великий інтерес становить порівняльний аналіз питомої міцності різних конструкційних матеріалів. У наступній таблиці наведені результати обчислень питомої міцності деяких конструкційних матеріалів.
| Матеріал | Допустиме напруження (МПа) | Густина (г/см³) | Питома міцність (кН·м/кг) | Довжина розривання від власної ваги (км) | Джерело       |
| --- | -------------------------- | --------------- | ------------------------- | ---------------------------------------- | ------------- |
| Бетон | 12                         | 2,30            | 4,35                      | 0,44                                     |               |
| Ґума | 15                         | 0,92            | 16,3                      | 1,66                                     |               |
| Мідь | 220                        | 8,92            | 24,7                      | 2,51                                     |               |
| Бронза | 580                        | 8,55            | 67,8                      | 6,91                                     | [ 3 ]         |
| Нейлон | 78                         | 1,13            | 69,0                      | 7,04                                     | [ 4 ]         |
| Дуб | 90                         | 0,78-0,69       | 115-130                   | 12-13                                    | [ 5 ]         |
| Поліпропілен                                                                                                | 25-40                      | 0,90            | 28-44                     | 2,8-4,5                                  | [ 6 ]         |
| Магній | 275                        | 1,74            | 158                       | 16,1                                     | [ 7 ]         |
| Алюміній | 600                        | 2,80            | 214                       | 21,8                                     | [ 2 ]         |
| Неіржавна сталь                                                                                             | 2000                       | 7,86            | 254                       | 25,9                                     | [ 2 ]         |
| Титан | 1300                       | 4.51            | 288                       | 29,4                                     | [ 2 ]         |
| Бейніт | 2500                       | 7,87            | 321                       | 32,4                                     | [ 8 ]         |
| Бальсове дерево (поздовжнє навантаження)                                                                    | 73                         | 0,14            | 521                       | 53,2                                     | [ 9 ]         |
| Сталевий дріт Scifer®                                                                                       | 5500                       | 7,87            | 706                       | 71,2                                     | [ 8 ]         |
| Вуглепластик                                                                                                | 1240                       | 1,58            | 785                       | 80,0                                     | [ 10 ]        |
| Нитка павутини                                                                                              | 1400                       | 1,31            | 1069                      | 109                                      |               |
| Волокно карбіду кремнію                                                                                     | 3440                       | 3,16            | 1088                      | 110                                      | [ 11 ]        |
| Скловолокно                                                                                                 | 3400                       | 2,60            | 1307                      | 133                                      | [ 2 ]         |
| Базальтове волокно                                                                                          | 4840                       | 2,70            | 1790                      | 183                                      | [ 12 ]        |
| залізний віскер перетином 1 мкм                                                                             | 14000                      | 7,87            | 1800                      | 183                                      | [ 8 ]         |
| Вектран | 2900                       | 1,40            | 2071                      | 211                                      | [ 2 ]         |
| KEVLAR®49                                                                                                   | 3000                       | 1,44            | 2083                      | 212                                      | [ 13 ]        |
| Вуглецеве волокно (AS4)                                                                                     | 4300                       | 1,75            | 2457                      | 250                                      | [ 2 ]         |
| Надвисокомолекулярний поліетилен високої щільності (англ. Ultra high molecular weight polyethylene, UHMWPE) | 3600                       | 0,97            | 3711                      | 378                                      | [ 14 ]        |
| Полімер Zylon®                                                                                              | 5800                       | 1,54            | 3766                      | 384                                      | [ 15 ]        |
| Вуглецеві нанотрубки                                                                                        | 62000                      | 0,037-1,34      | 46268-N/A                 | 4716-N/A                                 | [ 16 ] [ 17 ] |
| Колосальні вуглецеві трубки                                                                                 | 6900                       | 0,116           | 59483                     | 6066                                     | [ 18 ]        |